# Xanthidium fasciculatum
Xanthidium fasciculatum é uma espécie de alga pertencente à família Desmidiaceae.
A autoridade científica da espécie é Ehrenberg ex Ralfs, tendo sido publicada em The British Desmidieae. pp. [i]-xxii, [i], [1]-226, pls I-XXXV. London: Reeve, Benham & Reeve., no ano de 1848.
Trata-se de uma espécie de água doce, com registo de ocorrência em Portugal.

## Sinónimos
Possui um sinónimo homotípico, Holacanthum fasciculatum  e dois sinónimos heterotípicos, Xanthidium fasciculatum var. polygonum e Xanthidium fasciculatum var. ornatum.